# Malaba (Ouganda)
Pour les articles homonymes, voir Malaba.
Malaba est une ville du district de Tororo, dans la région Est, en Ouganda. Elle est séparée de Malaba (Kenya) par la rivière Malaba qui marque la frontière entre le Kenya et l'Ouganda.